# ایزابلا (استان)
ایزابلا (Isabela) یکی از استان‌های کشور فیلیپین است. این استان در شمال این کشور قرار گرفته است و بخشی از جزیرهٔ لوزون به شمار می‌رود.
مرکز این استان شهر ایلاگان است. جمعیت آن حدود یک میلیون و دویست و هشتاد هزار نفر است. مساحت این استان ده هزار و ششصد و شصت کیلومتر مربع است .